# Cylindrocladium buxicola
Cylindrocladium buxicola är en svampart som beskrevs av Henricot 2002. Cylindrocladium buxicola ingår i släktet Cylindrocladium och familjen Nectriaceae.  Arten är reproducerande i Sverige. Inga underarter finns listade i Catalogue of Life.